# Loro Matan Beto Leste
Loro Matan Beto Leste (Loron Matan Beto Leste, ehemals indonesisch Loro Matan Beto Timur, auch Loro Matan B. T.) ist eine osttimoresische Aldeia im Suco Madohi (Verwaltungsamt Dom Aleixo, Gemeinde Dili). 2015 lebten in der Aldeia 931 Menschen.
Der Begriff „Loron Matan“ entstammt dem Tetum und bedeutet „Auge der Sonne.“

## Geographie
Loro Matan Beto Leste liegt im Osten von Madohi und bildet einen Teil des Stadtviertels Beto Leste. Im Norden reicht es bis zur Start- und Landebahn des Flughafens Presidente Nicolau Lobato, ab der die Aldeia Beto Tasi beginnt. Westlich der Rua de Beto Oeste befinden sich die Aldeias Anin Fuic und 7 de Dezembro. Im Süden grenzt Loro Matan Beto Leste an die Aldeia Beto Leste und an die Aldeia Naroman Beto Leste, die auch das Gebiet östlich von Loro Matan Beto Leste einnimmt.